# Lizkî, Hlobîne
Lizkî (în ucraineană Лізки) este un sat în așezarea urbană Hradîzk din raionul Hlobîne, regiunea Poltava, Ucraina.

## Demografie
Componența lingvistică a localității Lizkî
     Ucraineană (96,43%)
     Rusă (3,57%)
Conform recensământului din 2001, majoritatea populației localității Lizkî era vorbitoare de ucraineană (96,43%), existând în minoritate și vorbitori de rusă (3,57%).